# أفكر في إنهاء أشياء (فلم)
أفكر في إنهاء أشياء (بالإنجليزية: I'm Thinking of Ending Things) فيلم رعب نفسي أمريكي صدر عام 2020 من تأليف وإخراج تشارلي كوفمان. الفيلم مأخوذ عن رواية 2016 التي تحمل نفس العنوان للكاتب إيان ريد، والبطولة للنجوم جيسي بليمونز وجيسي باكلي وتوني كوليت وديفيد ثيوليس. صدر الفيلم في دور عرض مختارة في 28 أغسطس 2020، وصدر على نتفليكس في 4 سبتمبر 2020، وقد تلقى تعليقات إيجابية من النقاد الذين أشادوا بالبطلين الرئيسيين والتصوير السينمائي.

## طاقم التمثيل
جيسي بليمونز: في دور جيك
ريان لوتنر ستيل: في دور الراقص جيك
جيسي باكلي: في دور شابة  (يشار لها بعدة أسماء في الفيلم، بما في ذلك لوسي ولويزا ولوسيا وأميس)
يونتي فيلان: في دور فتاة راقصة
توني كوليت: في دور أم
ديفيد ثيوليس: في دور أب
جي بويد: في دور حارس
فريدريك إي وودين: في دور البواب الراقص
هادلي روبنسون: في دور فتاة لوري وتولسي تاون 1
جوس بيرني: في دور العمة إيلير وفتاة تولسي تاون 2
آبي كوين: في دور طالبة وفتاة تولسي تاون 3
كولبي مينيفي: في دور إيفون
أنتوني جراسو: في دور مدير المطعم
تيدي كولوكا: في دور عميل في المطعم
جيسون رالف: في دور صديق إيفون
أوليفر بلات: الصوت

## أحداث الفيلم
امرأة شابة تفكر في إنهاء علاقتها مع صديقها جيك التي استمرت ستة أسابيع، وذلك أثناء القيام برحلة لمقابلة والدي جيك في مزرعتهما. أثناء القيادة، حاول جيك أن يردد قصيدة قرأها عندما كان أصغر سنًا، القصيدة عنوانها «إيحاءات للخلود»، ويضغط على صديقته لأداء  في السيارة لتمضية الوقت. بعد أن قرأت قصيدة مروعة عن العودة إلى المنزل، وصلوا إلى بيت المزرعة. يأخذ جيك الشابة إلى الحظيرة، حيث يروي قصة عن خنازير موبوءة. طوال الرحلة، بالإضافة إلى المشاهد اللاحقة في الفيلم، يتقاطع السرد الرئيسي مع لقطات لبواب يعمل في مدرسة ثانوية، بما في ذلك المشاهد التي يرى فيها بروفة للإنتاج الموسيقي ورقصة في ردهة المدرسة.
تلاحظ الشابة داخل المنزل، خدوشًا على باب القبو. يتناول الاثنان العشاء مع والدي جايك، تشاركهم الشابة وتسرد إحدى أبيات من شعرها، وتحكي قصة كيف إلتقت هي وجيك في ليلة تافهة، مع تناقضات في سرد القصة. تلاحظ صورة جيك وهو طفل، لكنها ترتبك بعد التعرف على هذا الطفل، فهي ترى الطفل وكأنه هي. تتلقى الشابة مكالمة أخرى، وتسمع صوت غامض يذكر أن هناك «سؤال واحد للإجابة». تهبط الشابة إلى الطابق السفلي، وتكتشف بعض ملابس لبواب في الغسيل، وتتلقى مكالمة أخرى من الصوت الغامض.
في طريق العودة، يذكر جيك العديد من أحداث الليلة التي لا تتذكرها الشابة، بما في ذلك شربها الكثير من النبيذ، وسرعان ما يؤدي ارتباط الكلمات إلى مناقشة مطولة حول «امرأة تحت التأثير» لجون كاسافيتس ويجدا نفسيهما في وسط عاصفة ثلجية، يتوقف الاثنان في تولسي تاون، بجوار محل لبيع الآيس كريم. يقابلون موظفين هم أيضًا طلاب في المدرسة التي يعمل فيها البواب، وبينما تشتري الشابة الحلوى، يحاول الموظف المصاب بكدمات تحذيرها من شيء لا يمكنه وصفه. يتوقف جيك عند المدرسة الثانوية للتخلص من بقايا الطعام، وبعد مشادة حامية في ساحة انتظار السيارات حول كلمات أغنية «حبيبتي إن الجو بارد في الخارج» يلاحظ جيك البواب يراقبهم من داخل المدرسة ويقرر مواجهته، تاركًا الشابة وحدها في السيارة. بعد انتظار طويل في السيارة، تقرر البحث عن جيك داخل المدرسة. تقابل البواب وتسأله عن مكان جيك قبل أن تدرك أنها لا تتذكر شكل جيك. أثناء التحدث إلى البواب، كشفت أنه لم يحدث شيء بينها وبين جيك في الليلة التي التقيا فيها، وبدلاً من ذلك زعمت أنها شعرت بعدم الارتياح لأن جيك يحدق بها. بعد أن تجد جيك في نهاية القاعة، ينظرون إلى أشخاص يرتدون ملابس مثلهم وينخرطون في حلم باليه، الذي ينتهي عندما يقتل راقص البواب راقصة جايك بسكين بعد أن أنهى مناوبته، يعاني البواب من انهيار عقلي ويبدأ في الهلوسة. يخلع ملابسه ويعود داخل المدرسة، وتقوده هلوسة أخرى لخنزير موبوء باليرقات ويخبره أنه وأفكاره واحدة، وأنه يجب أن يرتدي ملابسه على خشبة المسرح، يتلقى جيك وهو عجوزًا جائزة نوبل ويغني أغنية لجمهور كامل من الشخصيات المختلفة، الذين يصفقون له بحفاوة بالغة. في اللقطة الأخيرة، تغطي الثلوج سيارة في ساحة انتظار المدرسة.

## استقبال الفيلم
منح موقع تجميع آراء النقاد «الطماطم الفاسدة» تقييم للفيلم بمقدار 81% بناء على آراء 220 ناقد، وكان تعليق الإجماع النقدي للفيلم: «بمساعدة الأداء الممتاز من جيسي باكلي وجيس بليمونز، يجد الكاتب والمخرج تشارلي كوفمان صراع مع الحالة الإنسانية كما يريد».
حصل الفيلم في موقع ميتاكريتك على متوسط نقاط يبلغ 78 من أصل 100 بناءً على مراجعات من 46 ناقدًا، مما يشير إلى «مقالات إيجابية بشكل عام».
أشادت كارين هان من بوليجون بالفيلم، وكتبت: "قد يكون هناك افتقار إلى إجابات واضحة وبنية محبطة، لكن الطريقة الغريبة التي تُروى بها القصة تعزز مدى واقعية التبادلات بين الشخصيات. الإحباط الذي تشعر به لوسي مع جيك، والذي يشعر به جيك مع والدته، والتي يشعر بها الوالدان تجاه بعضهما البعض، كل ذلك ملموس بشكل غير مريح، خاصة مع تصاعد التوترات. يعد وقت تشغيل الفيلم البالغ 134 دقيقة وقتًا طويلاً للجلوس مع هذا الشعور، هناك اختلاف كبير بين ماقدمه المخرج كوفمان عن الرواية التي حاول التكيف معها." منح الناقد بريان تاليريكو من موقع «روجر ايبرت» الفيلم درجة ثلاثة ونصف من أصل أربعة نجوم، واصفًا إياه بأنه: «فيلم معقد بلا شك من حيث الرمزية وفصل نهائي أكثر سريالية مما يتوقعه معظم الناس». كتبت ويندي إيدي من الاوبزيرفر: «هذه ليست سينما تجعلك تشعر بالرضا عن الأشياء. كما أنها لا تسير في طريق مألوف، لكن الفيلم هو واحد من أكثر الأفلام جرأة غير متوقعة لهذا العام، وهو فيلم رعب نفسي متوتر ومزعج، مشبع بمنطق الحلم المرتبك الذي يصل إلى حد الكوابيس». أعطى آدم جراهام من ديترويد نيوز في مراجعة أكثر تباينًا، الفيلم درجة (سي)، مشيدًا بأداء كل من جيسي باكلي وجيس بليمونز، معتبراً إياهما «ممتازين»، لكنه أعرب عن أسفه لأحداث الفيلم، قائلاً «الفيلم هو لغز غير قابل للحل حيث الجواب الوحيد هو يأس البشرية، وقد قطعنا هذا الطريق من قبل». كتبت ستيفاني زاكاريك من مجلة تايم: «لكل لحظة من لحظات الشريط الخام التي تؤثر على البصر هناك زيليون من ملي ثانية من إثبات كوفمان كم هو ذكي معذب. ولابد أن الفيلم كان شاقًا، ومن الممل للغاية مشاهدته».

## وصلات خارجية
مقالات تستعمل روابط فنية بلا صلة مع ويكي بيانات